# Gårdshult
Gårdshult este o arie protejată (arie specială de conservare — SAC, sit de importanță comunitară — SCI) din Suedia întinsă pe o suprafață de 102,4 ha, integral pe uscat.

## Localizare
Centrul sitului Gårdshult este situat la coordonatele 56°41′41″N 13°08′33″E / 56.6947°N 13.1425°E.

## Înființare
Situl Gårdshult a fost declarat sit de importanță comunitară în ianuarie 1997 pentru a proteja un număr necunoscut de specii din flora spontană și fauna sălbatică aflate în arealul zonei. Situl a fost protejat și ca arie specială de conservare în martie 2011.

## Biodiversitate
Situată în ecoregiunea boreală, aria protejată conține 9 habitate naturale: Turbării active, Păduri caducifoliate de mlaștină fino-scandinave, Formațiuni ierboase bogate în specii de Nardus, dezvoltate pe substraturi silicioase în zone montane (și în zone submontane, în Europa continentală), Păduri de fag Luzulo-Fagetum, Pășuni din zone de pădure fino-scandinave, Mlaștini împădurite, Fânețe de joasă altitudine (Alopecurus pratensis, Sanguisorba officinalis), Mlaștini turboase de tranziție și turbării mișcătoare, Izvoare fino-scandinave și mlaștini produse de izvoare bogate în minerale.
La baza desemnării sitului se află un număr nedeclarat de specii protejate.